# ローレン・トーリー
ローレン・トーリー（英：Lauren Torley、1999年9月2日 - ）は、イングランドの女子ラグビーユニオン選手。

## プロフィール
- イングランド・ハイ・ウィカム出身[1]。
- ポジションはフルバック(FB)。
- 身長 176cm、体重 79kg
- 7人制女子イングランド代表に選ばれたことがある[2]。

## 略歴
2024年、パリ五輪の7人制イギリス代表に選ばれた。